# Черногорлый манго
Черногорлый манго (лат. Anthracothorax nigricollis) — вид птиц семейства колибри, обитающий в Южной Америке на территории от Панамы до северо-востока Аргентины. Отличительной особенностью данного вида по сравнению с другими колибри-манго является бархатно-чёрная центральная полоса, проходящая от горла по грудке и брюху. Питается в основном нектаром высоких цветущих деревьев, винограда и кустарников. Для размножения строит на ветвях деревьев чашеобразное гнездо, является птенцовой птицей.

## Описание

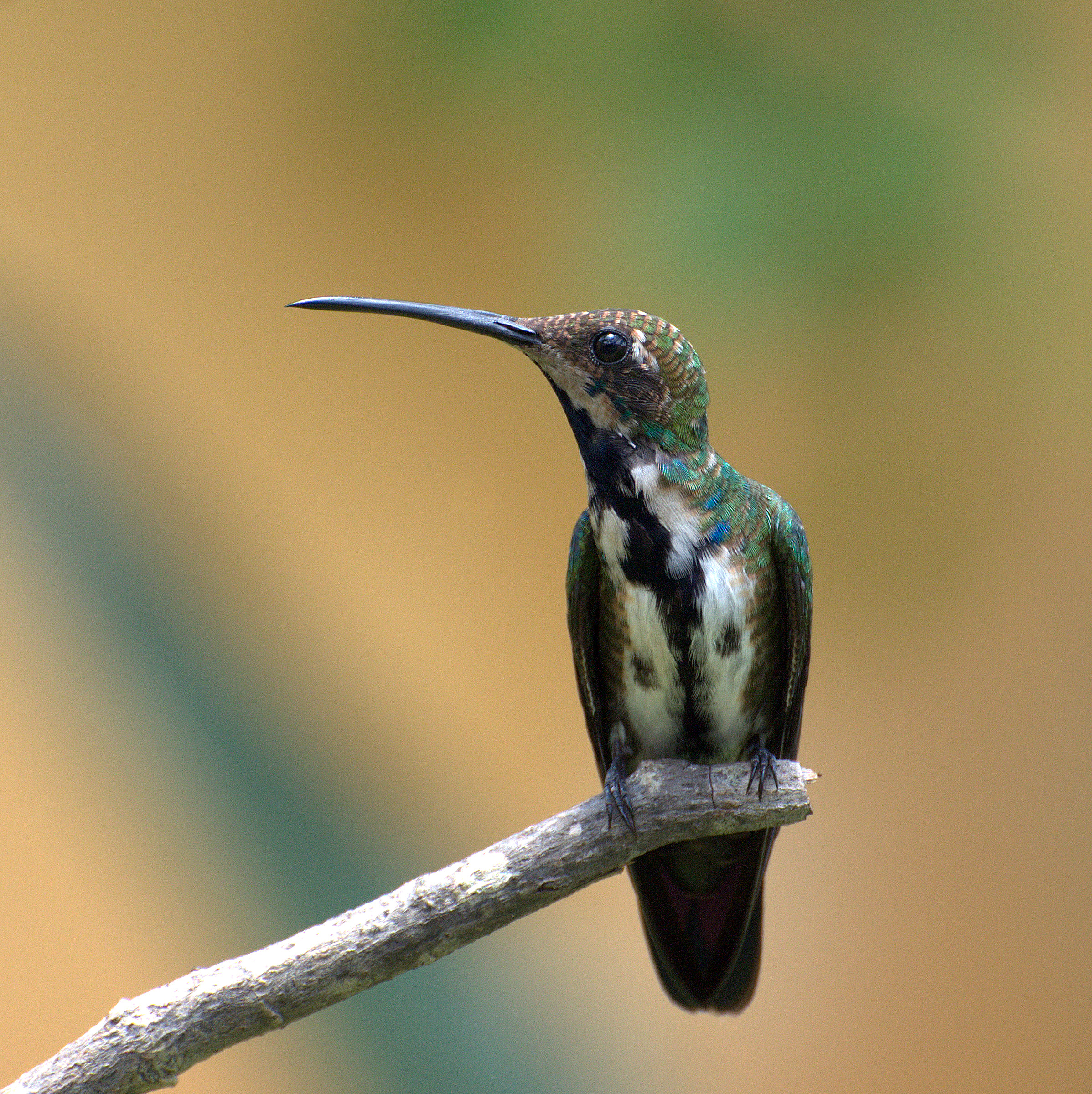
Самка черногорлого манго

Самец черногорлого манго обладает бронзово-зелёным оперением в верхней части; бархатно-чёрным, переливающимся сине-зелёным цветом оперением в нижней части по центру груди и брюха. Голова окрашена в яблочно-зелёный цвет, который становится темнее вокруг глаз, крылья чёрные. Хвостовые перья имеют квадратную форму, центральная полоса хвоста чёрная, по сторонам хвоста перья винно-красные (или глянцевые фиолетовые). Самка похожа на самца, её оперение в верхней части также бронзово-зелёное, центральная полоса в нижней части бархатно-чёрная с широкой границей по обеим сторонам. Хвост такой же как у самца, но с широкой субтермальной полосой чёрного цвета и белым краем. Молодые особи похожи на взрослых самок, перья головы и нижней части спины имеют коричневую окантовку с видимыми зазубринами, часто по голове и телу разбросаны белые перья. Некоторые почти взрослые самцы обладают крупными участками с белым оперением, в том числе изолирующими тёмное горло, в то время как у самок того же возраста кончик хвоста может оказаться белым, а горло и брюхо по сторонам оранжево-коричневым.
Отличительной особенностью данного вида по сравнению с другими колибри-манго является полностью чёрная центральная полоса у самцов, хотя она может быть трудно различима, а самцы зеленогрудого манго (Anthracothorax prevostii) могут обладать чёрными пятнами в области горла и груди. Самки данного вида практически неотличимы в полевых условиях от самок других видов колибри-манго. Вместе с тем, черноголовый колибри-манго является единственным видом у которого не бывает медного красного окраса в верхней части оперения.
Общая длина составляет 11—12 см (по другим данным высота составляет 10 см), масса самцов — 5,5—7,5 г, самок — 6—7,3 г. Клюв чёрный, слегка загнутый вниз, имеет длину 23 мм.
Песня самца состоит из семи свистящих звуков и не связана с поиском партнёра. Кроме того он может издавать звуковые сигналы «твик» («twick)» или «тиук» («tiuck»).

## Распространение
Черногорлый манго обитает в Южной Америке на территории от Панамы до северо-востока Аргентины, включая такие страны и территории как Боливия, Бразилия, Колумбия, Эквадор, Французская Гвиана, Гайана, Парагвай, Перу, Суринам, Тринидад и Тобаго, Венесуэла, и является самым распространённым видом среди колибри-манго. Общая площадь ареала составляет 14 900 000 км². Относится к видам, вызывающим наименьшие опасения. Отметки в Эквадоре и на северо-западе Перу могут относиться к Anthracothorax prevostii iridescens, который долгое время считался подвидом чёрногорлого манго. Птица предпочитает тропические районы высотой над уровнем моря до 1000 метров. В Венесуэле севернее Ориноко встречаются на высоте до 1400 метров, на острове Тринидад — до 1750 метров. Провинция Буэнос-Айрес на северо-востоке Аргентины, в которой птица была зафиксирована в мае 2010 года, является самой южной точкой ареала.
Предпочитает открытые кустарниковые участки с редкими деревьями и садовой растительностью, парки, сады и границы леса, культивируемые горные склоны. Может обитать как в засушливых, так и во влажных районах. Птицы широко распространены в парках больших городов. Плотность в долине Арима (Тринидад) составляет не менее 8—12 птиц на км², в Валье-дель-Каука (Колумбия) — не менее 6—8 птиц на км².
В августе-сентябре черногорлые манго мигрируют на большие высоты. В Колумбии они наиболее распространены в июле-октябре во время цветения Erythrina fusca. В Тринидаде птицы реже встречаются в сентябре-декабре, что говорит о возможной миграции на материк.

## Питание
Черногорлый манго питается в основном нектаром высоких цветущих деревьев (Erythrina, Eucalyptus, Mabea, Spirotheca, Tabebuia, Spathodea), а также винограда и кустарников (Aechmea, Bauhinia, Calliandra, Leonotis, Russelia, Ixora, Hibiscus). Может охотится на насекомых в воздухе, часто высоко над верхушками деревьев или среди листвы. В кормушках чистому нектару или нектару с минералами предпочитает нектар, дополненный витаминами. В Тринидаде птицы выбирают растения, выделяющие богатый витаминами нектар, в частности Palicourea crocea.
Самцы данного вида редко бывают так же агрессивны как другие крупные колибри, особенно в отношении других видов.

## Размножение

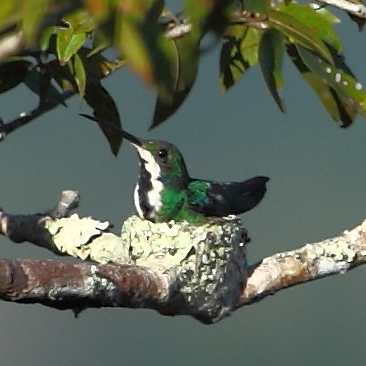
Самка черногорлого манго в гнезде

Птицы строят маленькие чашеобразные гнезда обычно на горизонтальных ветках без листьев или с малым их количеством на высоте 8—15 метров. Иногда гнёзда расположены на высоте 1—2 метра над водой (обычно над реками, но зафиксирован случай гнезда над плавательным бассейном). Высота гнезда в среднем составляет 30 мм, наружный диаметр — 45 мм, внутренний — 28 мм. Гнездо строится из тонкого беловатого растительного материала и украшается лишайником. Исследования в Тринидаде показали, что при строительстве гнёзд используются растительные волокна шириной 2—3 мм, волокна семян Emilia sonchifolio длиной 6—7 мм, сорная трава и волокна семян растений семейства Poaceae. Иногда гнёзда используются повторно.
Птицы могут делать кладку дважды в год в разное время в зависимости от региона. Основной сезон размножения приходится на декабрь-июль в Тринидаде, январь-апрель на севере Венесуэлы, июль-август в Бразилии на берегах Амазонки, август в Эквадоре, и круглый год в Колумбии. Самка откладывает два белых яйца в разные дни (в среднем промежуток составляет три дня). Размеры яйца находятся в диапазонах 14,3—16,5 на 9,1—9,5 мм, средняя масса — 0,61 г, инкубационный период продолжается 16—18 дней. Птенцы остаются в гнезде 20—24 дня, приблизительно на восьмой день у птенцов открываются глаза, а на 23-й формируется оперение крыльев.
Половой зрелости птицы достигают на второй год.

## Систематика

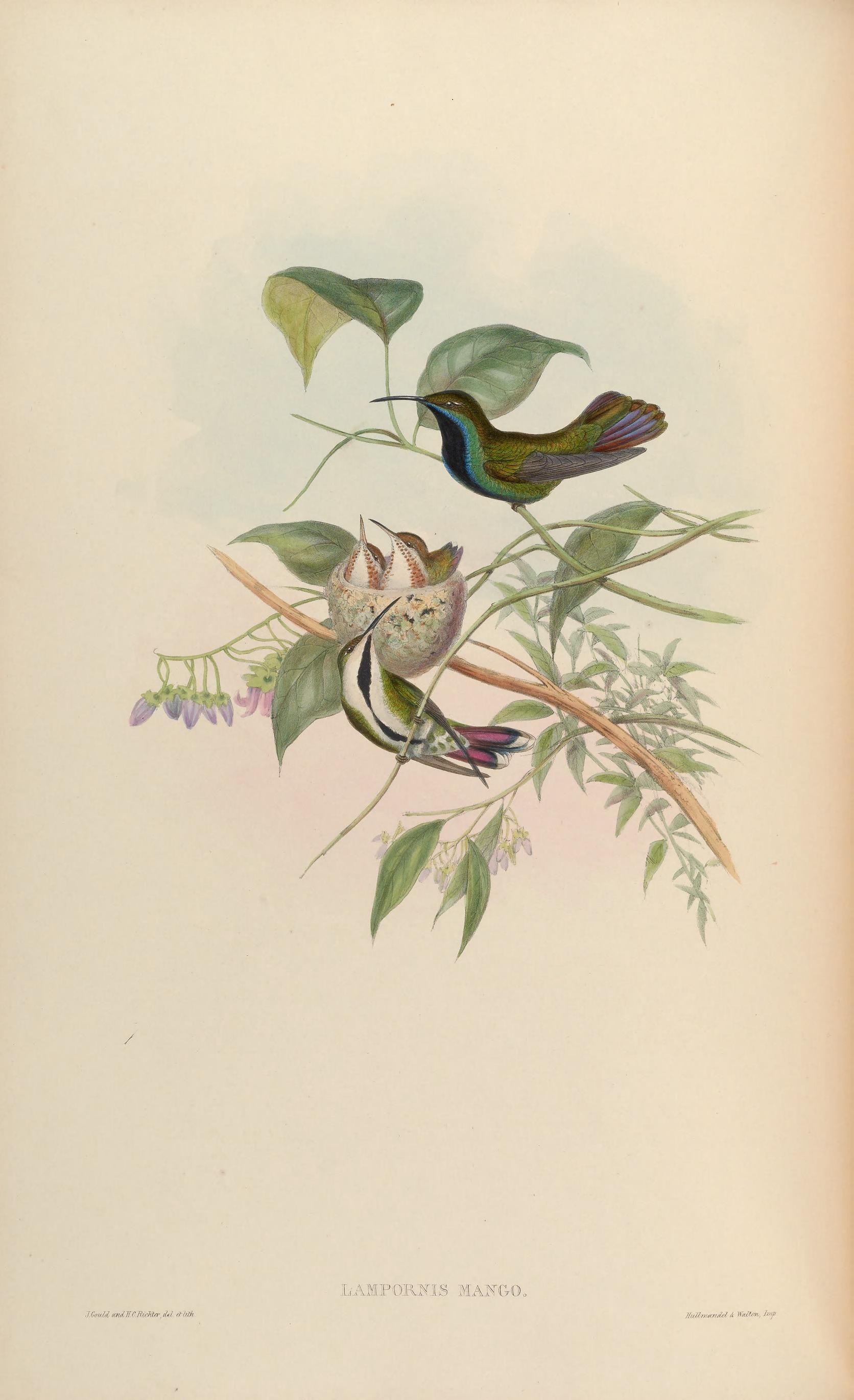
Lampornis mango, 1849 год

Впервые вид был описан французским орнитологом Луи Жаном Пьером Вьейо на основании птицы из Бразилии в 1817 году под названием Trochilus nigricollis (от лат. niger — «чёрный» и лат. -collis — «-горлый»), однако вид Trochilus violicauda присутствует и в работе 1783 года нидерландского натуралиста Питера Боддерта. Это видовое название использовалось учёными наравне с основным: Lampornis violicauda употребляли в своих работах британский натуралист Осберт Сэльвин (1892) и американские орнитологи Уитмер Стоун (1899), Джоэл Азаф Аллен (1900); Lampornis nigricollis — немецкие орнитологи Ганс фон Берлепш и Эрнст Хартерт (1902); Anthracothorax violicauda — британский орнитолог Чарльз Чабб (1916). Род Anthracothorax (от греч. anthrax — «уголь, чёрный» и греч. thorax — «грудь») был выделен в 1831 году немецким зоологом Фридрихом Бойе.
Современные филогенетические исследования располагают данный вид в одной кладе с колибри Прево (Anthracothorax prevostii), верагуанским (Anthracothorax veraguensis) и доминиканским манго (Anthracothorax dominicus), указывая на особо близкое родство с зеленогрудым. Долгое время учёные рассматривали Anthracothorax prevostii iridescens в качестве подвида чёрногорлого манго, однако в настоящее время Международный союз орнитологов относит его к данному виду.